# Stygnus klugi
Stygnus klugi is een hooiwagen uit de familie Stygnidae.